# Isabel de Maranges i Valls
Isabel de Maranges i Valls (La Bisbal d'Empordà, 1850 - Barcelona, 1922), fou una religiosa fundadora de la congregació de les Germanes Josefines.
Fundà, el 1875, amb el jesuïta banyolí Francesc Xavier Butinyà, de la congregació de les Filles de Sant Josep, conegudes con a josefines, de la qual fou la primera superiora general entre 1898 i 1912.
Preocupada per les dures condicions de les joves obreres, adreçà aquesta comunitat religiosa a assistir a les treballadores des de la dignificació que el cristianisme social reclamava pels obrers. Era una idea que trencava motllos: fer la vida religiosa basada en el treball industrial de las monges. Una proposta que el bisbe Joaquim Lluch i Garriga veié com una entitat cooperativa que feia realitat propostes socials avançades gràcies a la pietat, l'abnegació i la pobresa voluntària.
Per diferències de criteri amb la seva comunitat, va ser deposada del seu càrrec en 1912. En 1913 va viatjar a Roma per justificar el seu govern davant la cúria vaticana. Allà decidí, el 1913, deslligar-se de l'Institut per evitar problemes i facilitar que fos aprovat el seu institut. Malgrat les seves peticions posteriors, no va ser readmesa.
Va morir en un convent de Dominiques de Barcelona el 24 Juliol de 1922
El 1962, en un gest de reparació de la seva memòria, les seves restes foren enterrades a l'església de la casa generalícia de la congregació a Girona on també hi reposen les del pare Butinyà.